# Nomada scheuchli
Nomada scheuchli är en biart som beskrevs av Schwarz och Standfuss 2007. Nomada scheuchli ingår i släktet gökbin, och familjen långtungebin. Inga underarter finns listade i Catalogue of Life.